# Graphe de Fritsch
Le graphe de Fritsch est, en théorie des graphes, un graphe possédant 9 sommets et 21 arêtes.

## Histoire
En 1879, Alfred Kempe publie une preuve du théorème des quatre couleurs, une des grandes conjectures de la théorie des graphes. Bien que le théorème soit vrai, la démonstration de Kempe, basée sur les propriétés d'une chaine particulière, est erronée. Heawood le prouve en 1890 (avec le graphe 4-chromatique de Heawood comme exemple) et Vallée Poussin arrive au même résultat en 1896 (avec le graphe de Poussin comme exemple). 
Bien que la preuve de Kempe soit fausse, les chaines de Kempe restent utiles en théorie des graphes et les exemples la contredisant intéressent toujours les mathématiciens. Par la suite d'autres graphes contre-exemples furent donc exhibés : d'abord le graphe d'Errera en 1921,, puis le graphe de Kittell en 1935, avec 23 sommets.
Enfin deux contre-exemples minimaux sont construits : le graphe de Soifer, en 1997 est le premier découvert,. Une année plus tard, le graphe de Fritsch, également d'ordre 9, est publié.

## Propriétés

### Propriétés générales
Le diamètre du graphe de Fritsch, l'excentricité maximale de ses sommets, est 2, son rayon, l'excentricité minimale de ses sommets, est 2 et sa maille, la longueur de son plus court cycle, est 3. Il s'agit d'un graphe 4-sommet-connexe et d'un graphe 4-arête-connexe, c'est-à-dire qu'il est connexe et que pour le rendre déconnecté il faut le priver au minimum de 4 sommets ou de 4 arêtes.

### Coloration
Le nombre chromatique du graphe de Fritsch est 4. C'est-à-dire qu'il est possible de le colorer avec 4 couleurs de telle façon que deux sommets reliés par une arête soient toujours de couleurs différentes mais ce nombre est minimal. Il n'existe pas de 3-coloration valide du graphe.
L'indice chromatique du graphe de Fritsch est 6. Il existe donc une 6-coloration des arêtes du graphe telle que deux arêtes incidentes à un même sommet soient toujours de couleurs différentes. Ce nombre est minimal.
Il est possible de compter les colorations distinctes d'un graphe, en fonction du nombre de couleurs autorisé. Cela donne une fonction polynomiale et le polynôme qui lui est associé est qualifié de polynôme chromatique. Ce polynôme a pour racines tous les entiers positifs ou nuls strictement inférieurs à 4 et est de degrés 9. Il est égal à : {\displaystyle (x-3)(x-2)(x-1)x(x^{5}-15x^{4}+95x^{3}-320x^{2}+570x-422)}.

### Propriétés algébriques
Le groupe d'automorphismes du graphe de Fritsch est un groupe d'ordre 12 isomorphe au groupe diédral D6, le groupe des isométries  du plan conservant un hexagone régulier. Ce groupe est constitué de 6 éléments correspondant aux rotations et de 6 autres correspondant aux réflexions.
Le polynôme caractéristique de la matrice d'adjacence du graphe de Fritsch est : {\displaystyle -(x-1)(x+2)^{2}(x^{2}-2)^{2}(x^{2}-3x-8)}.